# Fungiculture
Fongiculture, myciculture
La fungiculture (ou fongiculture), ou myciculture, est la culture des champignons.

## Fungiculture humaine
Si la culture des champignons est attestée dès l'Antiquité, peu d'espèces, malgré les différents progrès réalisés au cours du XXe siècle, se révèlent intéressantes pour une culture de type industriel ou semi-industriel. La plus grosse part du marché est occupée par le champignon de Paris (Agaricus bisporus), ainsi que par des champignons asiatiques tels que le shiitaké (Lentinula edodes) ou le champignon noir (Auricularia auricula). Les cultures de champignons ont lieu dans les champignonnières ou à l'extérieur. La culture des champignons est appelée fungiculture ou myciculture, à ne pas confondre avec la mycoculture, une technique de culture en laboratoire utilisée en biologie (mycologie médicale) pour les mycètes d'intérêt médical ou vétérinaire.

### Principales espèces cultivées

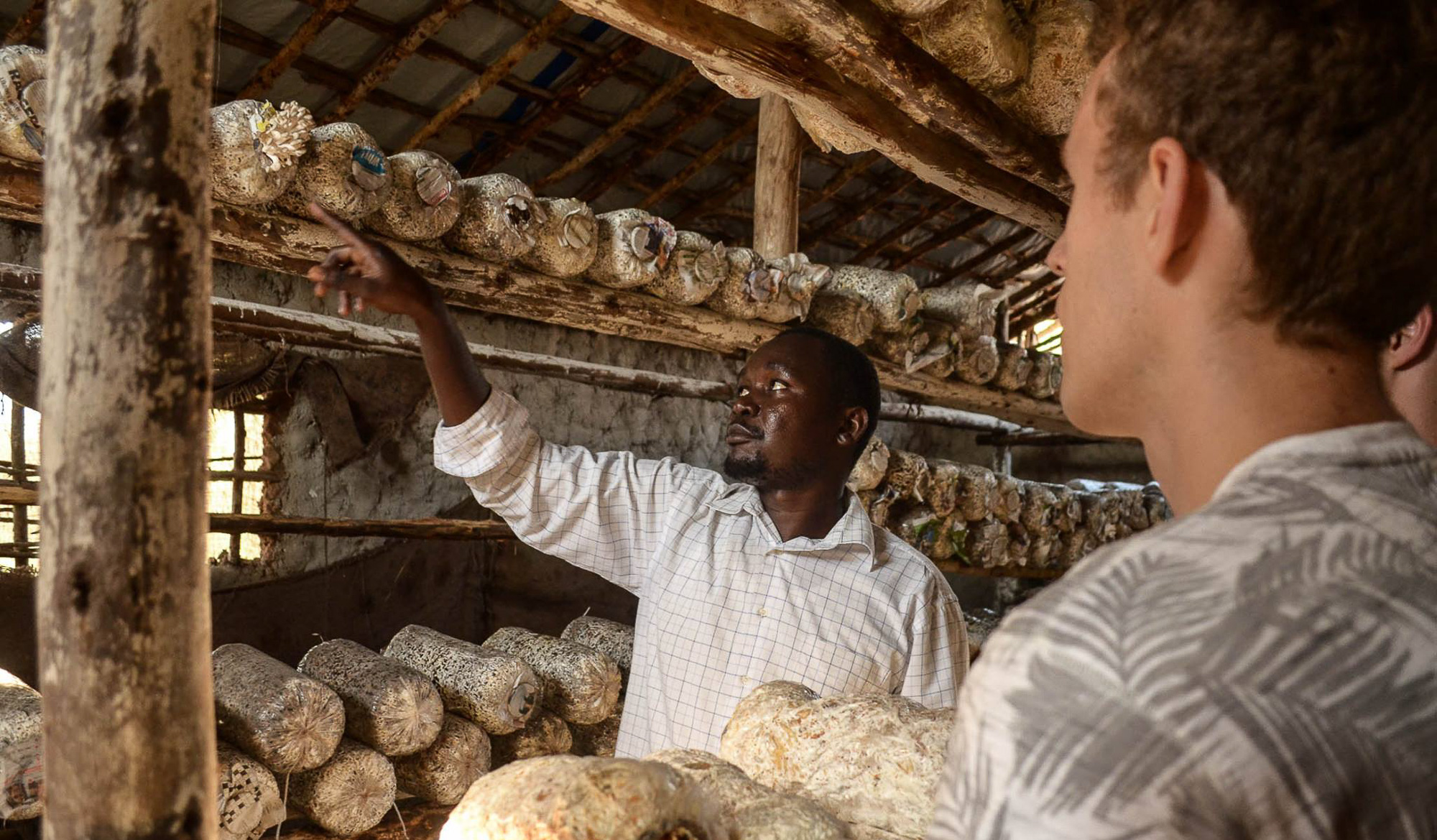
Ferme de Tanzanie produisant des pleurotes en huître.

- Agaricus bisporus — champignon de Paris
- Cyclocybe aegerita — pholiote du peuplier
- Auricularia auricula-judae — oreille de Judas
- Hypsizygus tesselatus - buna-shiméji
- Lentinula edodes — shii-také
- Pholiota nameko — pholiote asiatique
- Pleurotus eryngii - pleurote du panicaud.
- Pleurotus ostreatus — pleurote en huître, et autres espèces voisines de pleurotes
- Psilocybe cubensis — psilo cubensis
- Volvariella volvacea — volvaire asiatique

### Production
Il s'agit de champignons alimentaires sans distinction d'espèce.
| Production en tonnes. Chiffres 2003-2004 Données de FAOSTAT (FAO) |           |       |           |       |
| Chine                                                             | 1 309 455 | 42 %  | 1359335   | 42 %  |
| États-Unis d'Amérique                                             | 391 000   | 12 %  | 391000    | 12 %  |
| Pays-Bas                                                          | 263 000   | 8 %   | 260 000   | 8 %   |
| France                                                            | 165 647   | 5 %   | 170 000   | 5 %   |
| Pologne                                                           | 120 000   | 4 %   | 120 000   | 4 %   |
| Espagne                                                           | 115 165   | 4 %   | 115 165   | 4 %   |
| Italie                                                            | 90 000    | 3 %   | 90 000    | 3 %   |
| Canada                                                            | 78 018    | 2 %   | 80 000    | 2 %   |
| Royaume-Uni                                                       | 77 100    | 2 %   | 80 000    | 2 %   |
| Irlande                                                           | 69 000    | 2 %   | 70 000    | 2 %   |
| Japon                                                             | 67 000    | 2 %   | 67 000    | 2 %   |
| Autres pays                                                       | 403 726   | 13 %  | 404 238   | 13 %  |
| Total                                                             | 3 149 111 | 100 % | 3 206 738 | 100 % |

## Fungiculture animale
Différentes espèces animales autres que l'Homme cultivent des champignons pour s'en nourrir.
Les fourmis champignonnistes, ou fourmis coupe-feuille, cultivent des champignons (principalement Leucoagaricus gongylophorus) dans leur fourmilière, sur un substrat constitué de morceaux de feuilles et de fleurs que les ouvrières collectent et mâchent. Elles se nourrissent des gongylidia (des hyphes hypertrophiés riches en nutriments). Elles vivent toutes en Amérique du Sud ou en Amérique centrale, dans l'écozone néotropique, et constituent une cinquantaine d'espèces réparties entre deux genres (Atta et Acromyrmex) de la tribu des Attini (famille des Formicidae, sous-famille des Myrmicinae).

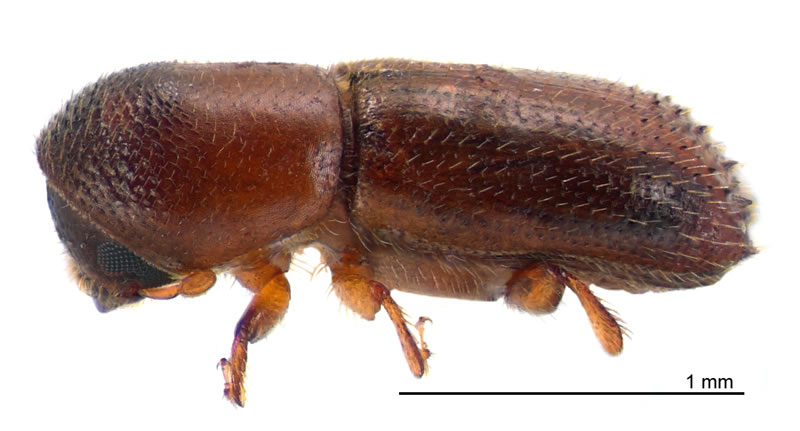
Xyleborinus saxesenii, un coléoptère social se nourrissant de champignons qu'il sélectionne grâce à une sécrétion qui contient une bactérie produisant un antibiotique.

Les termites de la sous-famille des Macrotermitinae (en) (famille des Termitidae) cultivent des champignons du genre Termitomyces (famille des Lyophyllaceae) sur des fragments de végétaux, à l'intérieur de la termitière. Leur microbiote intestinal est constitué d'une communauté bactérienne capable de digérer les champignons, et non de flagellés comme chez les autres termites.
Xyleborinus saxesenii (en) et Xyleborus affinis (en), des coléoptères sociaux de la famille des Curculionidae, creusent des galeries dans du bois ou d'autres végétaux comme la canne à sucre et se nourrissent des champignons (notamment du genre Raffaelea, famille des Ophiostomataceae) qui se développent sur la surface interne de ces galeries. La femelle fondatrice de la colonie apporte les spores des champignons dans son système digestif ou dans son mycangium, une poche spécialisée. Les champignons bénéfiques sont sélectionnés grâce à une sécrétion contenant une bactérie qui produit de la cycloheximide (un antibiotique qui détruit les autres espèces fongiques),.
On ne sait pas comment la domestication des champignons est apparue chez ces insectes sociaux de trois ordres différents. Les Macrotermitinae (en) cultivaient déjà un ancêtre des Termitomyces il y a 30 Ma. Les termites et les coléoptères qui cultivent et consomment des champignons ont des microbiotes intestinaux semblables ; ils sont d'ailleurs apparentés car on a trouvé dans de l'ambre datant de 25–30 Ma un fossile nommé Mastotermes electrodominicus dont l'ADN confirme l'existence d'un ancêtre commun aux isoptères, mantoptères et blattoptères (super-ordre des dictyoptères).

## Méthodes
Toutes les méthodes de culture des champignons nécessitent une combinaison appropriée d'humidité, de température, de substrat (milieu nutritif) et d'inoculum (mycélium ou culture de départ),,. Ces conditions sont assurées par la récolte des champignons à l'état sauvage, l'inoculation sur des bûches en extérieur et dans des conteneurs en intérieur. Les champignons peuvent être cultivés sur des bûches empilées en plein air en tas ou en piles, comme cela se faisait il y a des centaines d'années. La stérilisation n'est pas appliquée dans cette méthode. Comme la production peut être imprévisible et saisonnière, moins de 5 % des champignons vendus à des fins commerciales sont cultivés de cette manière. Ici, les bûches d'arbres sont inoculées avec du mycélium, puis laissées à pousser comme dans la nature. La fructification, ou nouaison, est déclenchée par des changements saisonniers ou par un trempage temporaire des bûches dans de l'eau fraîche. Le shiitaké et les pleurotes étaient traditionnellement cultivés sur des bûches en plein air, bien que ces méthodes soient désormais remplacées par des techniques contrôlées, telles que la culture sur plateaux en intérieur ou la fabrication de bûches artificielles à partir de substrat pressé. 
La culture de champignons en intérieur à des fins commerciales a été maîtrisée pour la première fois dans des caves en France. Celles-ci offraient un environnement stable (température, humidité) tout au long de l'année. La technologie d'un milieu nutritif contrôlé et du mycélium a été importée en Grande-Bretagne à la fin des années 1800, dans des caves créées lors de l'extraction minière près de zones telles que Bath, Somerset. La culture en intérieur permet de contrôler la lumière, la température et l'humidité, tout en excluant les contaminants et les ravageurs. Cela assure une production stable, régulée par les cycles de reproduction.

## Substrat
Outre la fourniture de conditions environnementales adéquates, il est nécessaire de préparer un substrat adapté à la culture du champignon. Il est important d'assurer une stérilisation appropriée afin d'éviter la concurrence avec d'autres champignons ou microbes. Le substrat de culture de champignons prêt à l'emploi peut être réutilisé, mais il est important de ne pas avoir des attentes trop élevées. Une deuxième ou troisième récolte de champignons est possible, et avec un peu d'ingéniosité, il est possible de renouveler et de revitaliser un substrat épuisé, prolongeant ainsi sa durée de vie.
La composition du substrat peut être très diverse : différents engrais, paille, résidus ligneux (sciure, copeaux, etc.),,. Après épuisement, le substrat peut trouver une autre utilité : du compost ou un amendement pour les sols en agriculture jusqu'à la nourriture pour les ruminants et les vers. De nombreux champignons sont capables de digérer la lignine (peu d'êtres vivants le peuvent) et de transformer l'azote non protéique en protéines,. Ainsi, bien qu'il puisse perdre une certaine valeur énergétique, la qualité à la fois du substrat et des fruits en tant qu'aliments peut s'améliorer.